# هيليبيلتون بالاسيوس
هيليبيلتون بالاسيوس (بالإسبانية: Helibelton Palacios)‏ (11 يونيو 1993 سانتاندير دي كيليجاو كولومبيا - ) هو لاعب كرة قدم كولومبي، شارك في كرة القدم في الألعاب الأولمبية الصيفية 2016.

## وصلات خارجية
هيليبيلتون بالاسيوس على موقع قاعدة بيانات كرة القدم.إي يو (الإنجليزية)
- هيليبيلتون بالاسيوس على موقع ناشيونال فوتبول تيمز (الإنجليزية)
- هيليبيلتون بالاسيوس على موقع Soccerway.com (الإنجليزية)
- هيليبيلتون بالاسيوس على موقع أوليمبيديا (الإنجليزية)
- هيليبيلتون بالاسيوس على موقع AS.com (الإسبانية)